# Аврам Аврамов (краевед)
Вижте пояснителната страница за други личности с името Аврамов.
Аврам Аврамов е български подофицер, общественик, краевед и поет.

## Биография
Роден е на 18 ноември 1933 година в село Куцина (днес в община Полски Тръмбеш, област Велико Търново). Учи в Мъжката гимназия в Търново
Работи 11 години в машиностроителния завод „Червена звезда“ в село (днес град) Дебелец, където завършва вечерно машиностроително училище. Постъпва на работа във Висшето народно военно училище „Васил Левски“ във Велико Търново през 1961 г. Работи в катедра „Танкова техническа подготовка“, получава званието сержант. Губи зрението си и сериозно уврежда своя слух при нелеп инцидент през 1983 година.
След ужасния инцидент отива в Центъра за късно ослепели хора в Пловдив, където научава релефноточковата система на писане и четене. Няколко години работи надомно към дряновска фирма. Прочита над 180 книги от Дряновската фонотека.
Аврамов има дъщеря Соня.
За дългогодишния си принос и работа в ВНВУ „Васил Левски“ получава грамоти и златна значка за образцов служител от Министерството на отбраната.

## Творчество
- „По стълбата на един живот“ – автобиографичен разказ
- „Съзерцание в мрака“ (1993 г.) – стихосбирка
- „За нашия Търновград“ (1995)
- „По стъпките на един живот“ (2006 г.) – биографичен разказ за Илия Гуделов
- "Ехо от вековете. Хроника за село Куцина" (2010 г.)
- „Читалищни звезди“ (2015 г.) – за читалище „Нравственост“, с. Куцина[3]
- „Огненият залез“ (2015 г.)[4]